# 冰島毛衣

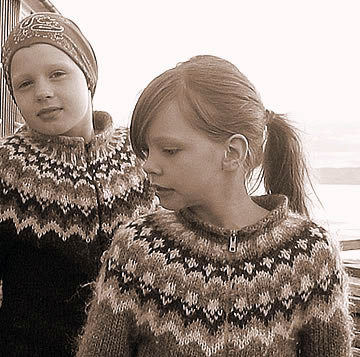
兩位冰島小孩穿著有拉鍊的Lopapeysa

冰島毛衣是冰島的傳統衣物，在肩部有一圈很寬的複雜彩色花紋裝飾。最傳統的型式是套頭毛衣，前與後沒有分線，為一完整的圓型肩部織法。其次則是拉鍊或鈕扣外套形式。
這種毛衣用稱為的綿羊毛線織成，這種純毛線含有綿羊的防風毛與絨毛，並且沒有紡過，因此較為膨鬆和保暖。但這也讓冰島毛衣織起來較為困難。許多人在織冰島毛衣時會自己先配色染好毛線，使得毛衣色彩也具有很強烈的風格。
2012年之后，由中国制造冰岛花毛衣涌入冰岛，因其物美价廉，迅速占据当地2/3的市场份额。